# Amerikanischer Exzeptionalismus

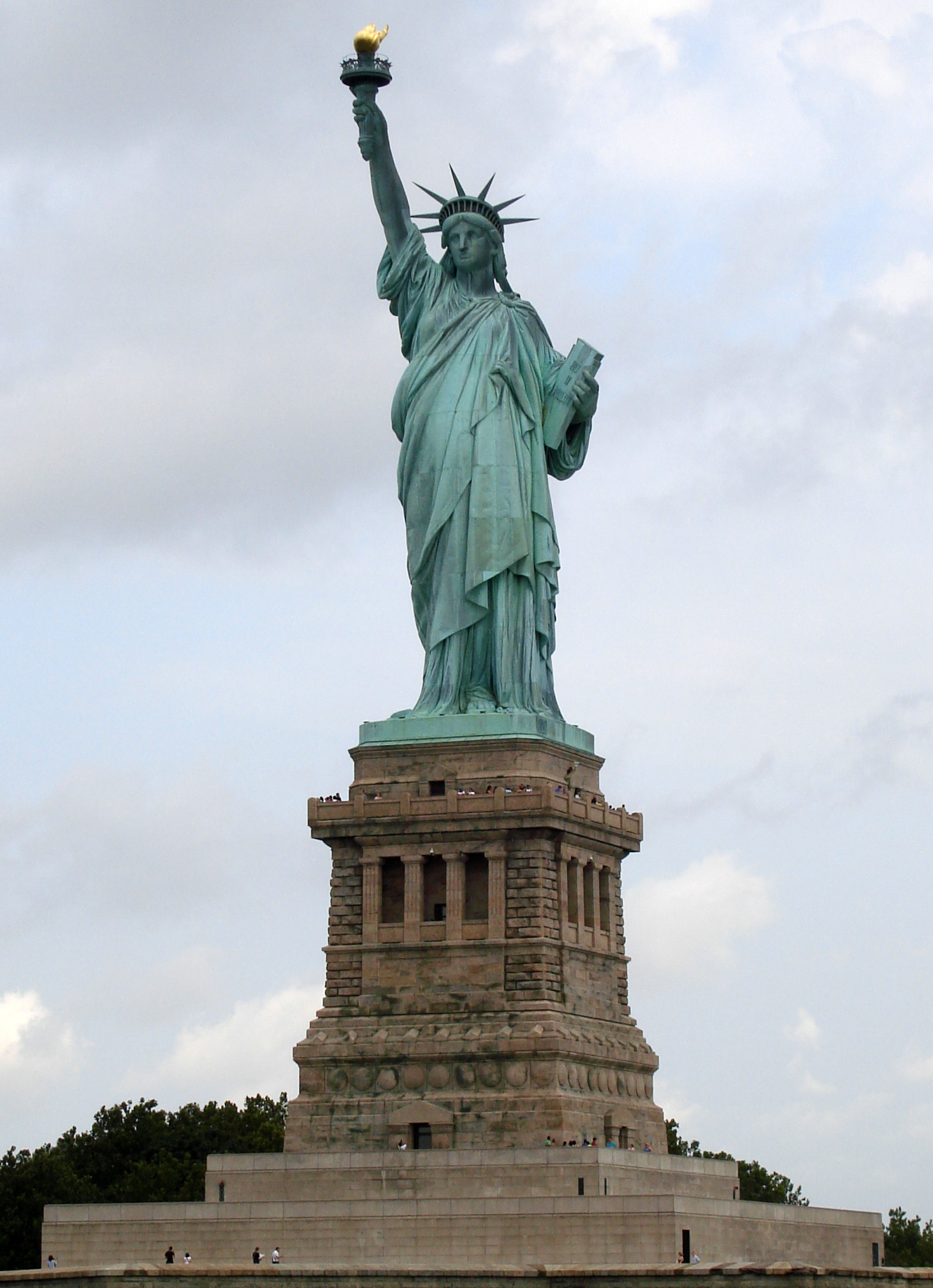
Die deutsche Amerikanistin Sieglinde Lemke sieht die Freiheitsstatue als Symbol des missionarischen Auftrags und natürliche Erweiterung des Selbstverständnisses der USA als außergewöhnlicher Nation.

Der Amerikanische Exzeptionalismus (englisch American Exceptionalism) oder die Amerikanische Sonderstellung ist eine nationalistische Ideologie, die auf dem Postulat basiert, dass sich die Vereinigten Staaten von Amerika aus historischen Gründen von allen anderen Nationen unterscheiden.

## Historische Theorie
Die noch heute vielfach rezipierte Studie De la démocratie en Amérique (zwei Bände, Paris 1835/1840, auf Deutsch Über die Demokratie in Amerika) des Politikers und Publizisten Alexis de Tocqueville ist einer der „Gewährstexte“ der Idee vom American Exceptionalism.
Sämtliche Subsysteme der amerikanischen Gesellschaft – etwa Verfassung, Politik, Wirtschaft, Rechtswesen, Sozialsystem, Religionswesen sowie das gesellschaftsübergreifende Wertesystem (Ideologie) – aber auch „ihre ausschließlich kommerziellen Gewohnheiten, die Fixierung ihres Geistes auf rein praktische Dinge“ ließen sich demnach nur durch USA-spezifische Faktoren erklären, die sich aus der besonderen Geschichte des Landes ergäben. Die späte Besiedlung durch europäische Einwanderer, deren politische, wirtschaftliche und religiöse Selbstbefreiung vom Kolonialismus (Amerikanische Revolution), der (mit Frankreich geteilte) Status als Pioniernation der modernen, laizistischen Demokratie, die mit der Sklavenhaltung und ihrer späteren Abschaffung zusammenhängenden sozialhistorischen Entwicklungen sowie die Tatsache, dass auf dem Boden der USA seit dem Bürgerkrieg kein Krieg mehr stattgefunden hat, hätten sich der amerikanischen Gesellschaft so stark aufgeprägt, dass ein Vergleich mit den westeuropäischen Gesellschaften mithilfe übergreifender, also allgemeiner Kriterien und Theorien unfruchtbar bleiben müsse.

## Politische Doktrin
Noam Chomsky weist darauf hin, dass bereits 1630 John Winthrop in seiner Predigt Model of Christian Charity die den Evangelien entlehnte Formulierung „Stadt auf dem Hügel“ verwandte, als er die Zukunft einer neuen, „von Gott bestimmten“ Nation entwarf. 
„Wir müssen davon ausgehen, dass wir wie eine Stadt auf einem Hügel sein sollen. Die Blicke aller Menschen richten sich auf uns.“
Winthrop war Gouverneur der Massachusetts Bay Colony, die 1629 in ihrem Siegel einen Indianer zeigt, der die englischen Puritaner bat, ihm zu Hilfe „herüberzukommen“, d. h. seine Seele durch die Bekehrung zum Christentum zu retten.
Über die Doktrin des Manifest Destiny („offensichtliche Bestimmung“) des 19. Jahrhunderts habe sich das Sendungsbewusstsein für Christentum, Demokratie und Menschenrechte nach amerikanischer Prägung entwickelt, das der Rechtfertigung eines skrupellosen Imperialismus diene.
Der Amerikanist Frank Kelleter verweist auf die nach der Unabhängigkeit geführten Debatten darüber, wie sich der universalistische Anspruch der Amerikaner mit ihrem partikularistischen Wunsch, eine Nation zu werden, versöhnen ließe. Alexander Hamilton formulierte in den Federalist Papers eine Lösung, die sich gegen das alte Europa richtete. Dieses habe lange alle anderen Kontinente dominiert:

“Facts have too long supported these arrogant pretensions of the Europeans. It belongs to us to vindicate the honor of the human race, and to teach that assuming brother, moderation. Union will enable us to do it. Disunion will add another victim to his triumphs. Let Americans disdain to be the instruments of European greatness!”

„Allzu lange haben Tatsachen diese arroganten Ansprüche der Europäer gestützt. Uns obliegt es, die Ehre des Menschengeschlechts wiederherzustellen und den anmaßenden Bruder Mäßigung zu lehren. Die Einigkeit wird uns dazu befähigen. Uneinigkeit wird seinen Triumphen ein weiteres Opfer beifügen. Amerikaner sollen verschmähen, Werkzeuge europäischer Größe zu sein!“

Der Exzeptionalismus leitete sich her von der Vorstellung amerikanischer Beispielhaftigkeit, die die anderen Nationen lehren werde, wie der naturrechtlich verstandene Anspruch auf nationale Souveränität mit dem aufklärerischen Universalismus in einem mustergültigen Beispiel freier Selbstregierung in eins falle. Es sei die Mission der USA, dieses Beispiel auf der Erde zu verbreiten. Der amerikanische Exzeptionalismus lag für Hamilton und die Founding Fathers in Amerikas Exemplarität begründet.
1898 rief Senator Henry Cabot Lodge senior dazu auf, den kubanischen Unabhängigkeitskampf zu unterstützen,

“Of the sympathies of the American people, generous, liberty-loving, I have no question. They are with the Cubans in their struggle for freedom. … Let it once be understood that we mean to stop the horrible state of things in Cuba and it will be stopped. The great power of the United States, if it is once invoked and uplifted, is capable of greater things than that.”

„Von den Sympathien des amerikanischen Volkes, großzügig, freiheitsliebend, habe ich keine Frage. Sie sind mit den Kubanern in ihrem Kampf für die Freiheit. … Lassen Sie es einmal verstanden sein, dass wir den schrecklichen Zustand der Dinge in Kuba stoppen wollen, und es wird gestoppt. Die Großmacht der Vereinigten Staaten ist, wenn sie einmal angerufen und erhoben wird, zu größeren Dingen fähig.“

denn die Kubaner bäten Amerika mit den Worten des Großen Siegels darum: „Komm herüber und hilf uns!“
Selbst die äußerste Linke der USA verwendete in den 1920er Jahren den Begriff, jedoch in anderem Sinn. Der führende amerikanische Kommunist Jay Lovestone benutzte ihn zur Rechtfertigung des Sonderwegs der amerikanischen Kommunisten, weil das amerikanische Proletariat nicht an einer Revolution interessiert sei. Worauf Stalin 1929 forderte, mit dieser „Ketzerei“ Schluss zu machen.
Im April 1930 erklärte dann die Kommunistische Partei der USA (CPUSA) auf ihrem Parteitag, dass die „Wirtschaftskrise in den USA das Kartenhaus des Amerikanischen Exzeptionalismus umgeblasen“ habe.
1941 prägte Henry Luce in einem Leitartikel des LIFE-Magazins den Begriff „Amerikanisches Jahrhundert“ und definierte so die Version des American Exceptionalism für das 20. Jahrhundert ohne selbst diesen Begriff zu benutzen. Als „mächtigste und vitalste Nation der Welt“ hätten die USA die Pflicht und die Chance, ihren „vollen Einfluss auf die Welt auszuüben, zu den Zwecken, die wir für richtig halten, und mit den Mitteln, die wir für richtig halten.“
In einer Studie entwickelte Hans Morgenthau 1964 die These, die USA hätten eine „transzendente Bestimmung“, weltweit für Frieden und Freiheit zu sorgen, da „der Schauplatz, auf dem die Vereinigten Staaten ihre Bestimmung verteidigen und fördern müssen, global geworden ist.“ Er räumte zwar ein, dass die historischen Fakten im Widerspruch zu diesen Idealen standen, doch dürfe man sich dadurch nicht täuschen lassen, sondern solle sich hüten, „den Missbrauch der Wirklichkeit mit der Wirklichkeit selbst zu verwechseln“. Die Wirklichkeit sei vielmehr die unvollendete Mission, die sich offenbare „in der Evidenz der Geschichte, wie unsere Geschichte sie widerspiegelt“.
1980 beschwor Richard J. Tofel in der New York Times Jimmy Carter und Ronald Reagan diesen besonderen Ausdruck zu verteidigen. In den folgenden 20 Jahren wurde Exceptionalism in amerikanischen Medien 457 mal verwendet. Dann stieg der Gebrauch sprunghaft an: im ersten Jahrzehnt auf 2558 Erwähnungen und im Zeitraum von 2010 bis Februar 2012 auf 4172. Der neokonservative Politikberater Robert Kagan errechnete 2014, dass die USA seit 1898 außerhalb der amerikanischen Hemisphäre 26 größere Interventionen mit Bodentruppen durchführten: im Durchschnitt alle viereinhalb Jahre eine, seit 1990 sogar alle drei Jahre.
Im 21. Jahrhundert bezeichnet amerikanischer Exzeptionalismus die politische Kernideologie der USA. Er drückt sich, wie Stephen Kinzer schreibt, auch darin aus, dass die USA “are the only ones in modern history who are convinced that by bringing their political and economic system to others, they are doing God’s work” (deutsch: „die einzigen in der Geschichte der Neuzeit sind, die überzeugt sind, dass sie Gottes Werk verrichten, indem sie ihr politisches und wirtschaftliches System anderen bringen.“)
Wegen ihrer Einzigartigkeit seien die USA an völkerrechtliche Vereinbarungen grundsätzlich nur insoweit gebunden, wie ihnen dies nützt.
Roger Cohen schreibt 2009, dass „Amerika aus einer Idee geboren wurde und deshalb den Auftrag habe, diese Idee zu verbreiten“. Die inspirierende Vorstellung von der Geburt des Landes als Stadt auf dem Hügel sei tief in der amerikanischen Seele verwurzelt und äußere sich in „dem unverwechselbaren Geist des amerikanischen Individualismus und Unternehmungsgeistes“.
Dick Cheney, der in seiner Zeit als Vizepräsident der USA den Irak-Krieg mit herbeiführte und Folter als Verhörmethode rechtfertigte, veröffentlichte 2015 gemeinsam mit seiner Tochter Liz ein Buch, in dem sie aus der einzigartigen Rolle, die die USA im Zweiten Weltkrieg spielten, eine Pflicht zur Verteidigung der Freiheit in aller Welt ableiteten und dass Amerika “the most powerful, good, and honorable nation in the history of mankind, the exceptional nation” (deutsch: „die machtvollste, beste und ehrenwerteste Nation in der Geschichte der Menschheit, die Ausnahme-Nation“) sei.
2023 erneuert Robert Kagan im Zusammenhang mit dem Krieg in der Ukraine den amerikanischen Anspruch und begründet ihn damit, dass nur die amerikanische Macht „die Naturgewalten der Geschichte in Schach halten“ könne. Einen Weltfrieden könne es nur geben, wenn die USA die ganze Welt beherrschen, denn der natürliche Verlauf der Geschichte in Abwesenheit amerikanischer Führung sei ganz offensichtlich: „Er führt nicht zu einem liberalen Frieden, einem stabilen Gleichgewicht der Kräfte oder zur Entwicklung internationaler Gesetze und Institutionen. Stattdessen führt er zur Ausbreitung von Diktaturen und ständigen Konflikten zwischen Großmächten.“

## Kritik
W. E. B. Du Bois sah 1935 die Quelle der modernen Ideologie des Exzeptionalismus in den Post-Bellum-Jahrzehnten (1865–1898) zwischen Bürgerkrieg und Spanisch-Amerikanischem Krieg. In diesem Zeitraum hätten sich zwei Visionen von Amerika herausgebildet: Zum einen würde Amerika endlich die Demokratie erreichen, die in seinen Gründungsidealen zum Ausdruck komme; zum anderen stelle es eine fortschrittliche Industrienation dar, die sich durch ihren Reichtum und ihre Macht auszeichne: Ein Imperium im Ausland, eine Demokratie im eigenen Land. - Diese Kombination sollte etwas Neues unter der Sonne sein, und diese Verschmelzung würde Amerika zur wahrhaft großen Ausnahme in der Geschichte machen. Doch diese Vorstellung war für Du Bois nie mehr als ein unmöglicher Traum. Vielmehr diente dieses „Gesäusel des Exzeptionalismus“ in erster Linie dazu, von den bitteren Realitäten der Großen Depression und des „Gilded Age“ abzulenken.
Francis Fukuyama spricht dem Anspruch der USA, allen anderen mit Machtmitteln den richtigen Weg zu weisen, einerseits die Legitimität als Glaube an eine Berufung ab, bejaht jedoch die Effektivität dieser Praxis.
Nach Noam Chomsky war das amerikanische Sendungsbewusstsein von Anfang an, also schon bei der Eroberung des nordamerikanischen Kontinents, nichts als eine Ideologie, um den skrupellosen und brutalen Imperialismus zu bemänteln und zu rechtfertigen.
Der britische Journalist Godfrey Hodgson unterzieht im Buch „The Myth of American Exceptionalism“ 2009 die amerikanische Nationalmythologie einer kritischen Analyse. Angefangen mit Reagans vielbeachteter Rede von 1974, in der dieser geschichtsfälschend aus Winthrops Predigt zitierte, der damals gar nicht zu Amerikanern von den USA sprach, sondern von einer englischen Kolonie, die er englischen Kolonisten als Vorbild für weitere anpries. Vieles was Amerikaner über ihre Geschichte denken, sei auf ähnliche Weise umgedeutet. Die USA seien ein großes Land, doch viel weniger außergewöhnlich und mehr in Europa verwurzelt als die Amerikaner denken. Sie seien keineswegs in allem beispielhaft, sondern haben vielfältige und auffallende Defizite - im Gesundheits- und Bildungswesen, bei Kriminalität und Justizvollzug, sozialer Ungleichheit und Mobilität, Rassenbeziehungen, internationaler Zusammenarbeit und Menschenrechten, man könne vielleicht sagen des Kapitalismus überhaupt. Diese nationale Mythe sei gefährlich: Die Neigung der Amerikaner, sich selbst für einmalig und überlegen zu halten, „wirkt sich auf ihre Verhaltensweise gegenüber dem Rest der Welt aus, über den sie nun so viel Einfluss und Macht haben“. Schließlich sei die Idee des Amerikanischen Exzeptionalismus besonders schwer zu ertragen, wenn sie schrill verknüpft ist mit konservativen Überzeugungen und neokonservativer Außenpolitik.
Der australische Historiker Ian Tyrell sieht im amerikanischen Exzeptionalismus das unhintergehbare Paradox, dass er einen Vergleich mit vermeintlich nicht-exzeptionellen Nationen, also einer normalen Entwicklung, impliziert. Dieser Vergleich werde von Vertretern des amerikanischen Exzeptionalismus ebenso entschieden abgelehnt wie jede Annahme eines Schemas oder einer Gesetzmäßigkeit der historischen Entwicklungen.
Der deutsche Kognitionswissenschaftler Rainer Mausfeld erklärt jede exzeptionalistische Ideologie zu einer moralischen und intellektuellen Pathologie, da sie eine Rechtfertigung dafür biete, völkerrechtliche Normen zu missachten.
Ironisch bescheinigt der amerikanische Journalist und Autor Steven Greenhouse im 2021 erschienenen Buch Beaten Down, Worked Up: The Past, Present, and Future of American Labor den Vereinigten Staaten „arbeiterfeindlichen Exzeptionalismus“. Diese „selbstgewählte Sonderstellung“ entstehe, weil Beschäftigte und Gewerkschaften in den USA deutlich weniger Macht haben als in anderen entwickelten Ländern. Daher liege der Anteil der Geringverdiener in den USA so hoch wie in keinem anderen Industrieland. Der OECD zufolge sei auch die Vermögensungleichheit besonders ausgeprägt.
Die unverbrüchliche Befolgung der Maxime des Exzeptionalismus durch die US-Politik hat auch Egon Bahr konstatiert: „Das nationale Interesse der USA ist von der moralischen Gewissheit durchdrungen, das auserwählte Volk Gottes zu sein. Nationalbewusstsein und Sendungsbewusstsein sind unlöslich verschmolzen“, sagte er in seiner Rede im Hotel Adlon zur Verleihung des Dr.-Friedrich-Joseph-Haass-Preises am 27. März 2015. Es sei »sinnlos«, dies zu kritisieren. „Die amerikanische Position stellt einen moralischen Maßstab dar, der nicht verhandelbar ist. Das entspricht auch der amerikanischen Haltung, sich nicht durch fremde Ordnungen binden zu lassen.“
In seiner Publikation von 2018 A New Foreign Policy. Beyond American Exceptionalism stellt Jeffrey Sachs dar, dass die ihm anachronistisch erscheinende Selbstwahrnehmung der USA als Ausnahmenation im 20. Jahrhundert zu einer Reihe von außenpolitischen Fehlentscheidungen wie Kriegen, Regimewechseln und Sanktionsregimen führten. Angesichts des relativen Bedeutungsverlusts der Vereinigten Staaten im Weltmaßstab hinsichtlich Handel, Industrieproduktion und Bevölkerungsanteil, warnt Sachs die amerikanische Außenpolitik davor, sich weiter zu isolieren. 
Die „neue Seidenstraße“ und die Initiative Global Energy Interconnection Cooperation and Development sieht er als Beispiele gelungener Kooperationen zum wechselseitigen Vorteil. Russlands Wandel in den 1990er Jahren sei von den Vereinigten Staaten nicht gewürdigt worden, bei Transformationsproblemen der russischen Wirtschaft half man nicht. Dazu kam die NATO-Osterweiterung als weitere Wurzel des Konflikts mit Russland. Die USA sollten sich stärker in den Vereinten Nationen engagieren, ausstehende Konventionen ratifizieren und sich wieder dem Pariser Klimaabkommen anschließen, Entwicklungshilfe verstärken und Migration an ökonomische Notwendigkeiten des Landes anpassen.
Der US-amerikanische Publizist Patrick Lawrence untersuchte, wie es zu diesem «Ausnahme-Selbstverständnis» historisch kam. In einem Referat, das er am 31. August 2023 im Rahmen des Kongresses „Mut zur Ethik“ der Genossenschaft Zeit-Fragen in Bazenheid hielt, nannte er den Exzeptionalismus als alten, unmöglichen Traum und als Fantasie ewiger Überlegenheit, in der die USA gefangen seien. Mit der amerikanischen Niederlage in Vietnam im Jahr 1975 begann eine Verunsicherung. Darauf reagierte Ronald Reagan mit der Phrase von der Stadt auf dem Hügel. Jedoch sei Amerika eine nervöse, unsichere Nation geworden. Danach folgte mit dem 11. September 2001 ein weiterer Wendepunkt, der die Amerikaner angesichts der offensichtlichen Verletzlichkeit hätte zum Umdenken bewegen müssen. Doch den „tiefen Zweifel, einen unterschwelligen, nie offen ausgesprochenen Verdacht, dass sie eigentlich keinen Anspruch auf einen Ausnahmestatus haben,“ verdrängten sie. 
Auf Trumps Ablehnung des Begriffes hin rief Jake Sullivan dazu auf, die Idee des amerikanischen Exzeptionalismus zu retten und sie zu erneuern, indem er "ein Plädoyer für einen neuen amerikanischen Exzeptionalismus als Antwort auf Donald Trumps ‚America First‘ und als Grundlage für die amerikanische Führungsrolle im 21. Jahrhundert" entwarf. Die amerikanischen Führungskräfte beharrten somit auf dem bankrotten Streben nach Demokratie und Empire. Lawrence betont, die Vorherrschaft im Ausland müsse der Demokratie im eigenen Land weichen. Der Anspruch auf Ausnahmestellung belaste die Amerikaner wie den Rest der Welt. Auch wenn er sich auf die Kraft der Vorsehung berufe, sei er wie jede Ideologie von Menschen gemacht.
Einen amerikanischen Exzeptionalismus in einem anderen, negativen Sinn sieht 2025 Joseph E. Stiglitz. In seinem Buch Der Weg zur Freiheit: Ökonomie für eine gerechte Gesellschaft. beschreibt er die USA als den Staat, in dem die ökonomische Macht am stärksten konzentriert ist und die politische Macht am weitestgehenden übernommen hat  und die soziale Ungleichheit besonders ausgeprägt ist. „Sie sind ein Land, das so gespalten ist, dass selbst eine friedliche Machtübergabe keine Selbstverständlichkeit mehr ist; das Land mit der niedrigsten Lebenserwartung von allen fortgeschrittenen Ländern, in dem wir keinen Konsens mehr über die Wahrheit oder darüber, wie sie sich am besten feststellen oder überprüfen lässt, erzielen können. Verschwörungstheorien grassieren, und die Werte der Aufklärung müssen täglich aufs Neue ausgefochten werden.“ Die Demokratie sei beschädigt und auf dem Weg des Populismus. Viele „denken, die USA bewegten sich Richtung Faschismus“ und würden „diesen Pfad vielleicht als Erste einschlagen, doch andere Länder werden ihnen womöglich bald folgen.“